# Kerstin Grötzinger
Kerstin Grötzinger (ur. 27 września 1982) – niemiecka lekkoatletka specjalizująca się w biegach sprinterskich, jak również bobsleistka.
Na arenie międzynarodowej odniosła następujące sukcesy:
| Rok  | Miejsce  | Zawody                      | Konkurencja        | Pozycja     | Wynik |
| ---- | -------- | --------------------------- | ------------------ | ----------- | ----- |
| 1999 | Ryga     | mistrzostwa Europy juniorów | sztafeta 4 × 100 m | złoty medal | 44,04 |
| 2000 | Santiago | mistrzostwa świata juniorów | sztafeta 4 × 100 m | złoty medal | 43,91 |
| 2001 | Grosseto | mistrzostwa Europy juniorów | sztafeta 4 × 100 m | złoty medal | 44,16 |

Dwukrotna srebrna medalistka mistrzostw Niemiec w sztafecie 4 × 100 m (1999, 2000).
Rekordy życiowe:
- stadion

- bieg na 100 m – 11,85 (17 czerwca 2000, Kehl)
- bieg na 200 m – 23,83 (12 sierpnia 2000, Mannheim)
- sztafeta 4 × 100 m – 43,91 (22 października 2000, Santiago)

- hala

- bieg na 60 m – 7,57 (15 stycznia 2000, Karlsruhe)
- bieg na 200 m – 23,66 (19 lutego 2000, Sindelfingen)
- bieg na 400 m – 57,72 (20 stycznia 2001, Sindelfingen)

Po zakończeniu kariery lekkoatletycznej uprawiała bobsleje, m.in. w 2009 zajęła III m. w jednym z turniejów Pucharu Europy w dwójkach.